# Jag vill sjunga en sång
Jag vill sjunga en sång är en så kallad "hemlandssång" skriven av den engelska författaren Ellen H. Gates och översatt till svenska av Lina Sandell-Berg. Psalmen har sex 6-radiga verser där halva sista strofen sjungs i repris i varje vers.

## Publicerad som
- Nr 364 i Sionstoner 1889 under rubriken "Hemlandssånger".
- Nr 495 i Hemlandssånger 1891 under rubriken "Härligheten".
- Nr 257 i Svensk söndagsskolsångbok 1908 under rubriken "Hemlandssånger".
- Nr 755 i Svenska Missionsförbundets sångbok 1920 under rubrien. "De yttersta tingen. Det eviga livet." Texten lätt bearbetad.
- Nr 652 i Sionstoner 1935 under rubriken "De kristnas hopp. Pilgrims- och hemlandssånger".